# ベントレー・スピード8
ベントレー・EXPスピード8（EXP Speed 8 ）とはイギリスのベントレーがル・マン24時間レース用に開発したスポーツカーである。

## 概要
ベントレーはル・マン24時間レースの初回である1923年から参戦し、1924年に初優勝、1927年から1930年には4連勝を達成する強豪チームであったが、1931年にロールス・ロイスに買収されレース活動が封印された。
しかし1998年にフォルクスワーゲンがベントレーを買収。収益に課題のあったベントレーは、スポーツに短期集中投資してブランドイメージを高める方針が打ち出され、再びレース活動が一時的に解禁された。そして2001年から2003年までに総合優勝を目指す「ル・マン参戦3ヵ年計画」が立ち上がった。
車名は1929年、1930年のラッジウィットワース杯24時間耐久グランプリに優勝した6気筒エンジンの「ベントレー・スピードシックス」に倣い、8気筒エンジンであることに由来する。
正式名称は2001年型が「ベントレー・Expスピード8 (Bentley Exp Speed 8)」、2002年型が「ベントレー・Expスピード8 2002 (Bentley Exp Speed 8 2002)」、2003年型はテストデイが「ベントレー・スピード8 (Bentley Speed 8)」、決勝が「ベントレーExp・スピード8 (Bentley-Exp Speed 8)」とされている。ボディカラーは初参戦以来使われてきた伝統のブリティッシュグリーンである。

### メカニズム
フォルクスワーゲングループ傘下入りしたレーシング・テクノロジー・ノーフォーク（RTN、旧トムスGB）所属のピーター・エラリーが設計。同じくRTNが手掛け、1999年のみでお蔵入りとなったクローズド車両のアウディ・R8Cを流用したというの巷の見解であるが、2003年までRTNのゼネラルマネジャーを務めた鮒子田寛はこれを「全くの誤解」と否定し、新設計であったとしている。
スピード8は2001～2003年のル・マンで唯一のLM GTP車両 (クローズドカー) であった。LMP 900車両 (オープンカー) に比べ、タイヤ最大幅が狭く持続距離が短くはあるが、より大きなリストリクターが使える点を重視したためである。活動期に入る直前の2000年10月にレギュレーションが変更され、LM GTP車両はモノコックの足場を拡大しなければならずハンディキャップを負うことになったが、それ以前に車両が完成していたため特例としてそのまま参戦が認められた。ところが2002年のレギュレーションでタイヤが小型化されたため、その年は細いタイヤが不利に働いてしまった。
2002年までタイヤは同じ英国のダンロップだったが、2003年からミシュランを履いた。この変更でスネッタートンでも数秒のゲインがあったという。この変更に合わせて2003年仕様はほぼ完全新設計となっており、足回りのジオメトリや空力（天井のエアインテークが無くなり、サイドに沿うようにダクトを通した）、トランスミッションなどが刷新された。
トランスミッションはXtrack製で横置きにされている。エンジンは2001年型はアウディ・R8と同じ3.6リットルV型8気筒ツインターボだが、リストリクターが1mm大きいため出力はR8のそれを上回る。
2002年以降はエンジンを独自のものに変更、排気量は4.0リットルに拡大された。2003年型にはさらにテレメータが装着され、ピットからマシンがサーキット上のどこを走っているか常時確認できるようになった。また側面競技番号は夜間灯火と連動して文字が光るようになっている。
空力性能が追求され、240km/hを超えた時点で発生するダウンフォース量は車重を上回る。そのためクローズドトップではあるがストレートよりもコーナーリングのスピードに優れたマシンであった（2001〜2003年とも、ル・マンの最高速度はオープントップのR8が記録した）。
トリプルフープのカーボンファイバー製セーフティセルを持ち、従来のような鉄製ロールケージ無しに高い安全性を有する。

## ル・マン24時間レースでの成績

### 2001年
71年振りの復帰戦となった2001年は2台が参戦、7号車が7番、8号車が9番グリッドからスタートした。天候が不安定だったこの年は参加車両の多くにトラブルやリタイヤが続出し、これはベントレーも例外ではなく7号車が過給器系のトラブルでリタイアとなった。しかし残された8号車が善戦し、2台のアウディ・R8の間に割って入り一時は2位に浮上するなどの活躍を見せ総合3位でゴール、71年振りに表彰台に登った。

### 2002年
エンジン排気量を拡大した2002年は1台のみが参戦、8号車が11番グリッドからのスタートとなった。しかし前述の通りタイヤが細くなった影響は大きく、予選・決勝ともにR8に太刀打ちできず、4位に入るのがやっとだった。

### 2003年
ル・マン参戦3ヵ年計画の最後の年になった2003年は同一グループ内戦略により、前年までで3連勝を遂げチーム・ヨーストがアウディワークスの看板を下ろし、この年のみスピード8で戦った。ドライバーもヨーストのトム・クリステンセン（前年優勝）、リナルド・カペッロ（前年2位）、ジョニー・ハーバート（1991年優勝）などの強力な布陣となった。
予選では7号車がポールポジション、8号車が2番グリッドを獲得しフロントローを独占した。プライベーターのアウディ・R8勢に比べて燃費で劣る分、高速で周回しながらピットストップの時間を最小限に抑える作戦で、ハーバートが運転する2位の8号車が3分30秒台を記録するなどスピードを生かした走りを見せた。アウディ勢にトラブルが続く一方で2台のスピード8は目立ったトラブルもなく順調に周回を重ねた。そして7号車、8号車が1-2フィニッシュ、73年振り6度目の優勝を果たした。同時にクリステンセンはドライバー史上初の4連勝を達成した。

## 戦績

### ル・マン24時間レース
| 年   | チーム             | クラス | No. | ドライバー                                                             | 周回数 | 総合順位 | クラス順位 |
| ---- | ------------------ | ------ | --- | ---------------------------------------------------------------------- | ------ | -------- | ---------- |
| 2001 | チーム・ベントレー | LMGTP  | 7   | マーティン・ブランドル ステファン・オルテリ ガイ・スミス               | 56周   | DNF      | DNF        |
| 2001 | チーム・ベントレー | LMGTP  | 8   | アンディ・ウォレス ブッチ・ライツィンガー エリック・ヴァン・デ・ポール | 306周  | 3位      | 1位        |
| 2002 | チーム・ベントレー | LMGTP  | 8   | アンディ・ウォレス エリック・ヴァン・デ・ポール ブッチ・ライツィンガー | 362周  | 4位      | 1位        |
| 2003 | チーム・ベントレー | LMGTP  | 7   | リナルド・カペッロ トム・クリステンセン ガイ・スミス                   | 377周  | 1位      | 1位        |
| 2003 | チーム・ベントレー | LMGTP  | 8   | マーク・ブランデル デビッド・ブラバム ジョニー・ハーバート             | 375周  | 2位      | 2位        |

### セブリング12時間レース
| 年   | チーム             | クラス | No. | ドライバー                                                 | 周回数 | 総合順位 | クラス順位 |
| ---- | ------------------ | ------ | --- | ---------------------------------------------------------- | ------ | -------- | ---------- |
| 2003 | チーム・ベントレー | LMGTP  | 7   | リナルド・カペッロ トム・クリステンセン ガイ・スミス       | 362周  | 4位      | 2位        |
| 2003 | チーム・ベントレー | LMGTP  | 8   | マーク・ブランデル デビッド・ブラバム ジョニー・ハーバート | 363周  | 3位      | 1位        |